# Disco Elysium
Disco Elysium — komputerowa gra fabularna wyprodukowana i wydana przez ZA/UM. Jej premiera odbyła się w listopadzie 2019 na Microsoft Windows, natomiast w kwietniu 2020 została wydana na macOS-a. W marcu 2021 wydano rozszerzoną wersję gry, jako Disco Elysium: The Final Cut, dostępną również na PlayStation 4, PlayStation 5 oraz Google Stadia. W październiku tego samego roku ukazała się wersja na Nintendo Switch, Xbox One oraz Xbox Series X/S.

## Fabuła
Akcja toczy się w fikcyjnym mieście zdewastowanym podczas wojny, która odbyła się dziesięciolecia przed wydarzeniami z gry, a gracz wciela się w postać cierpiącego na amnezję policjanta-alkoholika, który prowadzi śledztwo w sprawie morderstwa. W trakcie dochodzenia bohater przypomina sobie swoją przeszłość, może stworzyć dla siebie nową tożsamość oraz poznaje miasto, jego mieszkańców i osoby próbujące nim zawładnąć.

## Produkcja i rozgrywka
Gra została napisana przez karelsko-estońskiego powieściopisarza Roberta Kurvitza. Jej styl graficzny bazuje na akwarelowych obrazach, a muzyka do niej została stworzona przez brytyjski zespół muzyczny Sea Power. Produkcję oparto na silniku graficznym Unity. W odróżnieniu od innych komputerowych gier fabularnych, Disco Elysium nie zawiera mechaniki wspierającej walkę — zamiast tego, czynności związane z przemocą lub ogólną tężyzną fizyczną są wykonywane w oparciu o sprawdzenie poziomu umiejętności bohatera, rzuty kośćmi oraz drzewka dialogowe. Gracz do dyspozycji ma 24 umiejętności, reprezentujące jego aspekty, takie jak spostrzegawczość lub wytrzymałość na ból. Gra ma także system "gabinetu myśli", w którym można formować przemyślenia protagonisty na temat jego osoby jak i świata, który go otacza — gracz ma pełną kontrolę nad tym, czy te myśli rozwija, lub tłumi.
W grudniu 2021 udostępniono polską wersję językową gry. Autorami tłumaczenia są Piotr Goździk, Marek Gałązka i Kamil Rogula.

## Odbiór
Disco Elysium zostało dobrze przyjęte przez krytyków, chwalona była narracja gry oraz jej unikalny styl graficzny.